# 현우섭
현우섭(1976년 1월 15일 ~ )은 대한민국의 배우이다.

## 학력
- 서울예술대학 방송연예과

## 출연작

### 드라마
- 2004년 SBS 아침 일일연속극 《청혼》
- 2004년 KBS1 TV소설 《그대는 별》
- 2006년 KBS2 2부작 특집 드라마 《연어의 꿈》
- 2007년 KBS2 단막극 《드라마시티 - 변신》 ... 토니 역
- 2009년 SBS 드라마스페셜 《태양을 삼켜라》
- 2009년 KBS2 주말연속극 《수상한 삼형제》
- 2010년 KBS1 16부작 대하드라마 《명가》
- 2010년 KBS1 대하드라마 《거상 김만덕》
- 2010년 KBS2 수목 특별기획 드라마 《신데렐라 언니》
- 2010년 KBS1 대하드라마 《근초고왕》
- 2010년 KBS2 월화 미니시리즈 《포세이돈》 ... 서인준 역
- 2013년 MBC 저녁 일일사극 《구암 허준》 ... 서리 김씨 역
- 2013년 KBS2 수목 특별기획 드라마 《칼과 꽃》 ... 양진욱 역
- 2014년 MBC 월화 특별기획 드라마 《트라이앵글》 ... 현택 역
- 2016년 SBS 주말 미니시리즈 《미세스 캅 2》 ... 이 팀장 역
- 2016년 KBS2 저녁 일일연속극 《여자의 비밀》 ... 박 팀장 역
- 2016년 KBS2 TV소설 《저 하늘에 태양이》 ... 김충식 역
- 2020년 KBS2 저녁 일일연속극 《위험한 약속》 ... 봉석구 역
- 2021년 KBS2 저녁 일일연속극 《사랑의 꽈배기》 ... 광남의 비서 역
- 2024년 KBS2 저녁 일일연속극 《피도 눈물도 없이》... 김 실장 역

### 영화
- 《감동주의보》(2022년) - 박철기 역
- 《어부바》(2022년) - 배판식 역
- 《나는 왕이로소이다》(2012년) - 한양 집사 역
- 《그랑프리 》(2010년) - 양아치 1 역
- 《실미도》(2004년) - 김신조 부대원 역
- 《4발가락》(2002년) - 양아치 4 역
- 《엽기적인 그녀》(2001년) - 동네 친구 3 역